# Achel 5 Bruin
Achel 5 bruin  is een van de Achel-bieren, de trappistenbieren uit de huisbrouwerij van de trappistenabdij De Achelse Kluis in Hamont-Achel.
Achel 5 Blond en Achel 5 Bruin zijn alleen op tap verkrijgbaar in de abdij zelf.
Achel 5 Blond ·
Achel 5 Bruin  ·
Achel 8 Blond ·
Achel 8 Bruin ·
Achel Extra Blond ·
Achel Extra Bruin